# The Man Who
The Man Who is het tweede studioalbum van de Schotse britpopband Travis. Het album kwam uit in mei 1999 op het label van Independiente en betekende de doorbraak bij het grotere publiek voor de band. "Why Does It Always Rain on Me" en "Writing to Reach You" zijn de bekendste nummers van het album. Het album sleepte twee Brit Awards in de wacht.

## Nummers
1. "Writing to Reach You" - 3:41
2. "The Fear" - 4:12
3. "As You Are" - 4:14
4. "Driftwood" - 3:33
5. "The Last Laugh of the Laughter" - 4:19
6. "Turn" - 4:23
7. "Why Does It Always Rain on Me?" - 4:24
8. "Luv" - 4:55
9. "She's So Strange" - 3:15
10. "Slide Show" - 10:31

## Artiesten
- Francis Healy – zang, gitaar, harmonica
- Andy Dunlop – gitaar
- Dougie Payne – basgitaar, achtergrondzang
- Neil Primrose – drums